# Doris Leuthard
Doris Leuthard (født 10. april 1963) er en schweizisk politiker (CVP). Hun har været medlem af Forbundsrådet siden 2006.
Fra 1999 til 2006 var Leuthard medlem af Nationalrådet, og fra 2004 til 2006 var hun leder for Christlichdemokratische Volkspartei der Schweiz.